# Coelotes cavernalis
Coelotes cavernalis är en spindelart som beskrevs av Huang, Peng och Li 2002. Coelotes cavernalis ingår i släktet Coelotes och familjen mörkerspindlar. Inga underarter finns listade i Catalogue of Life.